# Saint-André-des-Eaux (Costes del Nord)
 Saint-André-des-Eaux (en bretó Sant-Andrev-an-Doureier) és un municipi francès, situat a la regió de Bretanya, al departament de Costes del Nord. L'any 2005 tenia 260 habitants.

## Demografia
| 1962                                       | 1968 | 1975 | 1982 | 1990 | 1999 |
| ------------------------------------------ | ---- | ---- | ---- | ---- | ---- |
| 248                                        | 250  | 230  | 219  | 204  | 237  |
| Des de 1962: població sense dobles comptes |      |      |      |      |      |

## Administració
| Període   | Identitat      | Partit |
| --------- | -------------- | ------ |
| 2001-2008 | Robert Nogues  | PS     |
| 2008-     | Albert Manchon |        |